# Friedrich II. von Hoym
Friedrich II. von Hoym († 9. November 1382 in Merseburg) war ein katholischer Bischof von Merseburg und vom 22. Februar bis 9. November 1382 Erzbischof von Magdeburg.

## Leben
Friedrich von Hoym kam aus einer angesehenen adligen Familie, die über Grundbesitz im Raum von Wolfenbüttel verfügte. Er wird als Scholastikus von Naumburg am 17. Mai 1351 erwähnt. Am 4. Mai 1355 bestätigt ihn Papst Innozenz VI. als Dekant in Naumburg, er erhielt die Stelle eines Domherrn in Merseburg und wurde 1357 zum Bischof von Merseburg gewählt. Seine Ernennung erhielt er in Avignon. Er kam mit einem kostbaren Bischofshut (Mitra) und elfenbeinernem Bischofsstab zurück. Friedrich wusste sich 1362 die Stadtherrlichkeit (d. h., er hatte das Recht, die in den Rat gewählten und in den Innungen ernannten Meister zu bestätigen oder zu verwerfen) in Merseburg zu sichern.
Für das Merseburger Bistum erwarb er die Stadt Schkeuditz für 600 Mark Silber, 1370 erhielt er wiederkäuflich von Erzbischof Albrecht die Stadt Lauchstädt und sicherte gegenüber dem Erzstift die Einlösung von Schkopau und Liebenau, indem er neue Darlehen auf diese machte. 1377 kauft er vom Kurfürsten von Sachsen die Herrschaft Ostrau am Petersberge und das Kirchenlehn Kösseln. Vermutlich seine eigenen Lehen, die in das Merseburger Bistum mit einflossen, wie das Haus Kampen bei Wolfenbüttel und die Dörfer Kattorp, Hordorp, Salzdahlen, sowie Scheppenstedt, verlieh er an Magnus von Braunschweig.
1368 wählte man ihn zum Nachfolger des magdeburgschen Erzbischofs Dietrich. Auf Ansuchen Karl IV., ernannte der Papst jedoch Albrecht von Sternberg zum Erzbischof und Friedrich musste zurücktreten. Dennoch hat Friedrich sein Bistum Merseburg sehr gut regiert und die Finanzen sowie Besitzungen und Einkünfte vermehrt. Er wurde Freund und Ratgeber der wettinischen Markgrafen von Meißen, die ihn auch zu diplomatischen Zwecken am Hof des Kaisers in Prag verwendeten. Diese brachten ihn nach dem Ableben des Erzbischofs Ludwig, erneut in Vorschlag zur Wahl zum Erzbischof.
Nachdem er am 22. Februar 1382 zum Erzbischof von Magdeburg gewählt worden war, huldigten ihm im ganzen Einflussgebiet des Erzbistums alle Stände, außer die Städte Magdeburg und Halle (Saale), die die Vorweisung seines Palliums (den Nachweis, dass er dieses Amt wirklich besaß) verlangten. Da er dies durch die Bestätigung des Papstes erbracht hatte, bemühte er sich, mit den Magdeburgern gegen den räuberischen Besitzer des Schlosses Angern vorzugehen. Er schloss in den ersten Tagen des Septembers ein Verteidigungsbündnis mit dem römisch-deutschen König Wenzel und dessen Bruder, dem Kurfürsten Siegmund von Brandenburg.
Am 17. September kaufte er die Hälfte des Schlosses und Städtchens Wippra vom Grafen Ulrich von Hohnstein für 450 Mark Silber, belagerte auch das dem Erzstift entzogene Schloss Plauen, jedoch ohne Erfolg. Um letzte Angelegenheiten seines Merseburger Bistums zu klären, begab er sich nach Merseburg, wo er erkrankte und verstarb. Er wurde in der dortigen Domkirche, vor dem von ihm gestifteten Altar der heiligen Barbara beerdigt. Somit fand sein Ausspruch, dass er nie wieder Merseburg verlassen wollte, ewiges Fundament in seinem Grabstein.